# Vetenskapsåret 1936

## Händelser

### Fysik
- 4 februari - Radium E. blir det första radioaktiva grundämne som framställs.
- Okänt datum - Philipp Lenard ger ut Deutsche Physik ("tysk fysik"), en lärobok i 4 delar, där han avfärdar relativitetsteorin som "judisk fysik".

### Geologi
- Okänt datum - Inge Lehmann framlägger argument för att jordens flytande inre har en fast kärna.

### Matematik
- 14 juli -  Första utdelning Fieldsmedaljen,[1] ICM-kongress Oslo, till Lars Ahlfors, Finland och Jesse Douglas, USA

### Teknik
- 28 maj -  Alan Turing skickar in den för datavetenskapen banbrytande uppsatsen "On Computable Numbers" för publicering.

## Pristagare
- Brinellmedaljen: Carl Sahlin
- Clarkemedaljen: Douglas Mawson
- Copleymedaljen: Arthur Evans
- Darwinmedaljen: Edgar Johnson Allen
- Fieldsmedaljen: Lars Ahlfors, Jesse Douglas
- Nobelpriset: [2]
  - Fysik: Victor F. Hess, Carl D. Anderson
  - Kemi: Peter Debye
  - Fysiologi/medicin: Sir Henry Dale, Otto Loewi
- Wollastonmedaljen: Gustaaf Adolf Frederik Molengraaff [3]

## Födda
- 10 januari - Robert Wilson, fysiker, radioastronom.

## Avlidna
- 8 april - Robert Bárány (född 1876), Nobelpristagare i medicin.

### Fotnoter
1. ↑   1936 ICM - Oslo, MatTutor (mathshistory.st-andrews.ac.uk) (läst 30 april 2024)
2. ↑  ”Nobelpriset”. http://nobelprize.org/nobel_prizes/lists/all/index.html. Läst 10 april 2011.
3. ↑  ”Geological Society”. Arkiverad från originalet den 5 juni 2011. https://web.archive.org/web/20110605102217/http://www.geolsoc.org.uk/gsl/society/history/page750.html. Läst 14 april 2011.